# Rafael Bermudo Ardura
Rafael Bermudo Ardura (19 de gener de 1881 - Càceres, 13 d'agost de 1936) va ser un agricultor, funcionari municipal i polític socialista extremeny, assassinat durant la Guerra Civil.
Resident a Trujillo (Càceres), en la dècada de 1920 va ser cofundador del sindicat local Societat Obrera "La Esperanza", que agrupava als treballadors de la barriada Huerta de Ánimas de Trujillo, lloc de la seva residència. Aquesta societat es va integrar en la Unió General de Treballadors (UGT), participant Bermudo com a delegat als congressos ugetistes de 1927 i 1928. A les eleccions municipals de 1931, que donarien lloc a la proclamació de la Segona República, va ser elegit regidor de Trujillo. Després, ja en la República, va ser membre de la Diputació Provincial de Càceres, que va presidir d'abril de 1933 a octubre de 1934, deposat pel govern de la CEDA, com gairebé tots els càrrecs públics locals d'Espanya, després de la revolució de 1934.
Membre del sector prietista del PSOE, a les eleccions generals de 1936 va ser escollit diputat a Corts en la candidatura del Front Popular per la circumscripció de Càceres, on s'havia presentat infructuosament en 1931 i 1933. En produir-se el cop d'estat que va donar lloc a la Guerra Civil es trobava a València. Immediatament va tractar d'arribar a Trujillo en un autobús de línia. No obstant això, va haver de canviar-se de vehicle a Navalmoral de la Mata en ser avisat que podien detenir-lo en arribar. Va agafar un nou autobús que fou interceptat a Torrejón el Rubio, vora Plasència, i fou traslladat a Càceres on fou assassinat en una saca de presos falangista.